# Charlotte Slottsberg
Charlotte Slottsberg est une danseuse suédoise née à Stockholm le 29 mai 1760 et morte à Stockholm le 29 mai 1800.

## Biographie
Elle dansa au Ballet royal suédois et fut la maîtresse du duc de Sudermanie, devenu roi Charles XIII de Suède en 1796, de 1777 à 1797.